# Gustaf Appelberg (skådespelare)
Gustaf Appelberg, född 14 augusti 1955 i Jönköping, Småland, är en svensk skådespelare (Östgötateatern), regissör och politiker (Liberalerna). Sedan 2018 är han ordförande i kultur- och fritidsnämnden i Linköping samt vice ordförande i kommunfullmäktige där.

## Filmografi (ej komplett)
- 1984 – Taxibilder (TV-serie)
- 1985 – Åshöjdens BK (TV-serie)
- 1988 – Kuriren (TV-serie)
- 1988 – Postmästarfrun från Hörby (TV)
- 1989 – Flickan vid stenbänken (TV-serie)
- 1990 – Främmande makt (TV-serie)
- 1993 – Macklean (TV-serie)

## Teater

### Roller (ej komplett)
| År   | Roll         | Produktion                                                               | Regi                    | Teater                   |
| ---- | ------------ | ------------------------------------------------------------------------ | ----------------------- | ------------------------ |
| 1983 | Don Alonso   | Don Juan (Dom Juan ou Le Festin de pierre) Molière                       | Hans Polster            | Helsingborgs stadsteater |
| 1984 | Tiger Brown  | Tolvskillingsoperan (Die Dreigroschenoper) Bertolt Brecht och Kurt Weill | Ronny Danielsson        | Studioteatern            |
| 2000 |              | En uppstoppad hund Staffan Göthe                                         | Claes Lundberg          | Östgötateatern           |
| 2012 |              | Gin & Bitter Lemon (Absurd Person Singular) Alan Ayckbourn               | Stina Ancker            | Östgötateatern           |
| 2015 | Mikael, ekot | Wendy & Peter Pan (Peter Pan and Wendy) J.M. Barrie                      | Nina Jemth Pelle Öhlund | Östgötateatern           |
| 2017 | Leonato      | Mycket väsen för ingenting (Much Ado About Nothing) William Shakespeare  | Pelle Öhlund            | Östgötateatern           |
| 2018 | Axelsson     | Farmor och vår Herre Hjalmar Bergman                                     | Pontus Plænge           | Östgötateatern           |

### Regi (ej komplett)
| År   | Produktion             | Upphovsmän        | Teater    |
| ---- | ---------------------- | ----------------- | --------- |
| 1996 | Det är långt till Mars | Mats Arne Larsson | Teater 23 |

### Fotnoter
1. ↑  ”Gustaf Appelberg”. Svensk Filmdatabas. https://www.svenskfilmdatabas.se/sv/item/?type=person&itemid=213379. Läst 23 september 2012.
2. ↑  Bengt Jahnsson (24 juni 1984). ”Djärva försök i två tolvskillingsoperor”. Dagens Nyheter:  s. 16. https://arkivet.dn.se/tidning/1984-06-24/168/16. Läst 4 mars 2022.
3. ↑  Östgötateatern (4 september 2017). ”Premiär för lustfylld Shakespeare-komedi”. Pressmeddelande.  Läst 6 oktober 2024.
4. ↑  Pia Huss (20 februari 1996). ”Berättelser som skimrar. Skånsk teater som vågar stå skyddslös”. Dagens Nyheter. https://www.dn.se/arkiv/teater/berattelser-som-skimrar-skansk-teater-som-vagar-sta-skyddslos/. Läst 4 mars 2022.